# 阿育王柱
阿育王柱是公元前三世纪时，印度孔雀王朝君主阿育王在今北印度地区树立的一系列纪念佛教的石柱。现存的阿育王柱，含破损的共十九处。平均柱高10-13米，重可达50吨。阿育王柱的石料均采自比哈尔邦瓦拉纳西以南的小镇Chunar，距某些树立的地点远至数百公里。
- 印度目前已知的阿育王柱分布地點
- 鹿野苑阿育王柱柱頭的亞洲獅與法輪